# Brochymena pilatei
Brochymena pilatei är en insektsart som beskrevs av Van Duzee 1934. Brochymena pilatei ingår i släktet Brochymena och familjen bärfisar. Inga underarter finns listade i Catalogue of Life.